# Katrin Heß

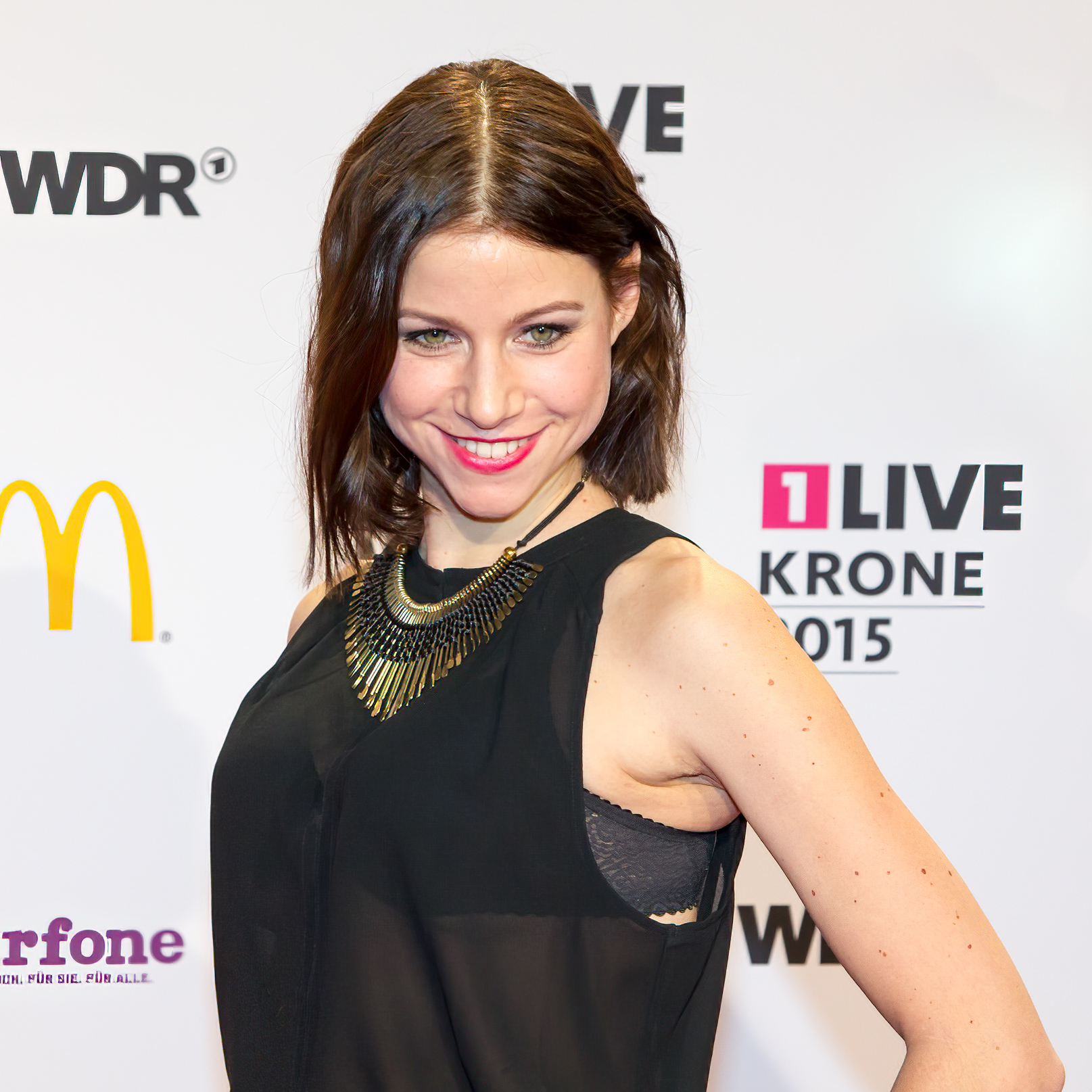
Katrin Heß (2015)

Katrin Heßová, nepřechýleně Katrin Heß (* 26. červen 1985, Cáchy, Severní Porýní-Vestfálsko, Západní Německo) je německá herečka.

## Život
Vystudovala herectví na Arturo Schauspielschule v Kolíně nad Rýnem (2004—2007), v současné době hraje v kolínském divadle. Od února 2008 do září 2009 hrála v seriálu televize ARD Verbotene Liebe Judith Hagendorf. Posléze v roce 2008 hrála v seriálu televize RTL 112 – Sie retten dein Leben epizodní roli (Pia Benning).
Od roku 2010 do roku 2019 hrála v seriálu Kobra 11 policistku Jenny Dornovou, která nahradila Horsta Hotteho Herzbergera.

## Zajímavosti
Mluví německy, anglicky a francouzsky. Měří 167 cm, má hnědé vlasy a zelené oči. Hraje na trumpetu, zpívá (mezzosoprán), ovládá balet, hraje basketbal, šermuje, věnuje se lehké atletice a plavání. Žije v okrese Düren.

## Filmografie
- 2008: Ayuda
- 2008: 112 – Sie retten dein Leben (epizoda: Episode #1.74)
- 2009: Dachboden
- 2008-2009: Verbotene Liebe
- 2010: Lagerraumparty
- 2010: Lena
- 2010-2014: Kobra 11
- 2010: Küss mich Koch
- 2011: Romeos
- 2011: SOKO Köln (epizoda: Operation Mord)
- 2011: Sonst geht’s danke
- 2012: Countdown - Die Jagd beginnt (epizoda: Die Illegalen)
- 2012: Danni Lowinski (epizoda: Babystorno)
- 2012: Die Garmisch-Cops

## Rozhlasové hry
- 2010: Hörspiele bei der Romantruhe